# Hasty patience
För ett annat liknande kortspel som också kan kallas Hasty patience, se Racing demon.
Hasty patience, även kallat snabbpatiens, är ett kortspel som tillhör kategorin patiensspel, det vill säga patienser som är avsedda för mer än en person. 
Spelet grundar sig på den välkända patiens som går under bland annat namnet harpan. Deltagarna har varsin kortlek och lägger samtidigt varsin patiens, men grundhögarna, alltså de högar där essen ska läggas upp och sedan byggas på med kort i samma färg och i stigande valör, är gemensamma för alla. Om flera spelare har möjlighet att lägga ett kort på samma grundhög gäller det att vara snabbast med att lägga dit sitt kort.
Spelet är slut när någon av spelarna lagt upp alla sina kort på grundhögarna eller om hela spelet låser sig. Vinnare är den spelare som har flest lagda kort på grundhögarna i förhållande till antalet kvarvarande ej vända kort.